# Ali Smith
Ali Smith (Inverness, 24 de agosto de 1962) es una autora, dramaturga, académica y periodista británica. Es comendadora de la Orden del Imperio Británico y miembro de la Royal Society of Literature. Sebastian Barry la describió en 2016 como "la esperada Premio Nobel de Escocia".

## Biografía
Smith nació en Inverness el 24 de agosto de 1962, hija de Ann y Donald Smith. Sus padres eran de clase trabajadora y ella se crio en una vivienda de protección oficial en Inverness. De 1967 a 1974 asistió a la escuela primaria St. Joseph's RC, luego pasó a la escuela secundaria de Inverness, abandonándola en 1980.
Estudió una licenciatura conjunta en lengua y literatura inglesas en la Universidad de Aberdeen entre los años 1980 y 1985, llegando a ser la primera de su clase en 1982 y obteniendo el primer puesto en la categoría de Senior Honours English en 1984. Ganó el Premio  Bobby Aitken Memorial de la Universidad en poesía durante 1984.
Desde 1985 hasta 1990 asistió al Newnham College, de Cambridge, donde estudió el doctorado en modernismo estadounidense e irlandés. Durante su estancia en Cambridge, comenzó a escribir obras de teatro y como resultado no completó su doctorado.
Smith se trasladó a Edimburgo desde Cambridge en 1990 y trabajó como profesora de literatura escocesa, inglesa y estadounidense en la Universidad de Strathclyde. Dejó la universidad en 1992 porque sufría el síndrome de fatiga crónica. Regresó a Cambridge para recuperarse.
Cuando era joven, Smith tuvo varios trabajos a tiempo parcial, incluyendo los de camarera, limpiadora de lechugas, asistente de la junta de turismo, recepcionista de BBC Highland y redactora publicitaria.

## Trayectoria
Mientras estudiaba para su doctorado en Cambridge Smith, escribió varias obras de teatro que fueron presentadas en el Festival Fringe de Edimburgo y en el Cambridge Footlights. Después de trabajar un tiempo en Escocia, regresó a Cambridge para concentrarse en su escritura, en particular, centrándose en cuentos cortos y trabajando como autónoma haciendo la crítica de ficción para el periódico The Scotsman. En 1995 publicó su primer libro, Free Love and Other Stories, una colección de 12 cuentos que ganó el premio Saltire First Book of the Year y el Scottish Arts Council Book Award.
Escribe artículos para The Guardian, The Scotsman, New Statesman y el Times Literary Supplement.
En 2009, donó el cuento Last (previamente publicado en el Manchester Review Online) al proyecto 'Ox-Tales' de Oxfam, cuatro colecciones de cuentos del Reino Unido escritos por 38 autores. Su historia fue publicada en la colección 'Fire'.

## Colecciones de cuentos
- Free Love and Other Stories (1995), galardonado con el premio Saltire First Book of the Year y Scottish Arts Council Book Award.[8]
- Other Stories and Other Stories (1999)[11]
- The Whole Story and Other Stories (2003)
- The First Person and Other Stories (2008)[12]
- Public Library and Other Stories (2015)

## Ficción
- Like (1997).[11]
- Hotel World (2001), galardonado con el Premio Encore, el Premio del Libro del Scottish Arts Council y el Premio inaugural del Libro del Año del Scottish Arts Council. Seleccionado para el Premio Naranja de Ficción y el Premio Man Booker de Ficción.
- The Accidental (2005), preseleccionado para el Premio Man Booker 2005, el Premio Orange de Ficción, y ganó el premio Novela Whitbread del Año 2005.
- Girl Meets Boy (Canongate Myth Series, 2007), ganador del libro del año elegido por los lectores de la revista Diva,[13] Novela del año del Sundial Scottish Arts Council.[14]
- There But For The (2011), citado por la crítica del libro Guardian como una de las mejores novelas del año.[15]
- How to Be Both (2014), preseleccionado para el 2014 Man Booker Prize,[16] el 2015 Baileys Women's Prize for Fiction (ganador),[17] y el Folio Prize . Fue el ganador del Premio Goldsmiths 2014[18][19] y del Premio Novela en los Premios Costa Book en 2014.
- Otoño (2016), preseleccionado para el Premio Man Booker 2017.[20]
- Winter (2017)
- Spring (2019)
- Summer (2020)[21] ganadora del premio Orwell 2021[22]

## No ficción
- Artful (2012), preseleccionado para el primer Premio Goldsmiths (2013).[23][24]
- Shire (2013), con imágenes de Sarah Wood: escritura y cuentos autobiográficos. Ediciones Full Circle.

## Obras de teatro
- Stalemate (1986), inédito, presentado en el Festival Fringe de Edimburgo.[4][5]
- The Dance (1988), inédito, presentado en el Festival Fringe de Edimburgo.
- Trace of Arc (1989), presentado en el Festival Fringe de Edimburgo.
- Amazons (1990), Cambridge Footlights.
- Comic (1990), inédito, presentado en el Festival Fringe de Edimburgo.
- The Seer (2001).[25]
- Just (2005).

## Otros proyectos
- Ali Smith se asoció con la banda escocesa Trashcan Sinatras y escribió la letra de una canción llamada "Half An Apple", una canción de amor sobre cómo conservar media manzana de repuesto para un ser querido que se ha ido. La canción se publicó el 5 de marzo de 2007, en el álbum Ballads of the Book.[3]
- En 2008, Ali Smith editó The Book Lover, una colección de sus escritos favoritos que incluye textps de Sylvia Plath, Muriel Spark, Grace Paley y Margaret Atwood . También incluye trabajos de escritores menos conocidos como Joseph Roth y Clarice Lispector.[26]
- En 2008, contribuyó con el cuento "Writ" a una antología de apoyo a Save the Children . La antología se titula "The Children's Hours" y fue publicada por Arcadia Books. Se han publicado ediciones extranjeras en Portugal, Italia, China y Corea.
- En 2011, escribió unas breves memorias para The Observer en su serie "Once upon a life":"Mirando hacia atrás en su vida, la escritora Ali Smith regresa al momento de su concepción para tejer unas memorias conmovedoras y divertidas con un padre irreverente, su debilidad por los musicales griegos y un fatídico cruce de fronteras".[27]
- En octubre de 2012, leyó un sermón en la Catedral de Mánchester a invitados y estudiantes, seguido de una firma de libros.[28]
- En 2013, Smith publicó Artful, un libro basado en sus conferencias sobre literatura comparada europea impartida el año anterior en Saint Anne's College, Oxford. Mucho más que una obra de crítica literaria, es un libro sobre lo que el arte puede hacer. Artful fue bien recibida, un crítico comentó que "... su nuevo libro, en el que se tira de la manga de Dios, rumia sobre los payasos, roba libros usados, se divierte en griego y discute con los muertos, es asombroso".[29]
- El 14 de mayo de 2013, Ali Smith dio la conferencia inaugural Harriet Martineau, para celebrar Norwich como la Ciudad de la Literatura de la Unesco del año 2012.[30]
- Ali Smith también es mecenas de la antología en línea de Visual Verse y su pieza Untitled, escrita en respuesta a una imagen del artista Rupert Jessop, aparece en la edición de noviembre de 2014.[31]
- El 10 de septiembre de 2015, Ali Smith fue nominada miembro honorario por Goldsmiths, en la Universidad de Londres.[32]
- En 2011 contribuyó con un relato corto Why Holly Berries are as Red as Roses a una antología que apoya The Woodland Trust. La antología - Why Willows Weep - hasta ahora ha ayudado a The Woodland Trust a plantar aproximadamente 50,000 árboles, y será relanzada en formato de bolsillo en 2016.
- En julio de 2016, Smith fue nombra Doctora Honoris Causa por la Universidad de East Anglia.[33]

## Vida personal
Smith vive en Cambridge con su pareja, la cineasta Sarah Wood.

## Premios y reconocimientos
En 2007 fue elegida miembro de la Royal Society of Literature.
Smith fue nombrada Comandante de la Orden del Imperio Británico (CBE) durante los honores de Año Nuevo de 2015 por sus servicios a la literatura.